# Київське (Миколаївський район)
Ки́ївське — село в Україні, у Сухоєланецькій сільській громаді Миколаївського району Миколаївської області. Населення становить 52 особи.

## Населення
Згідно з переписом УРСР 1989 року чисельність наявного населення села становила 79 осіб, з яких 36 чоловіків та 43 жінки.
За переписом населення України 2001 року в селі мешкали 52 особи. 100 % населення вказало своєю рідною мовою українську мову.